# Élections municipales de 1945 dans la Somme
Les élections municipales ont eu lieu les 29 avril et 13 mai 1945 dans la Somme.

## Maires sortants et maires élus
Les maires élus à la suite des élections municipales dans les communes de plus de 2 000 habitants :
| Commune                                     | Population | Comité de libération            | Parti | Parti | Maire élu          | Parti | Parti |
| ------------------------------------------- | ---------- | ------------------------------- | ----- | ----- | ------------------ | ----- | ----- |
| Abbeville                                   | 19 345     | Maurice Marlière                |       | PCF   | Paul Bénard        |       | SFIO  |
| Albert                                      | 9 255      | Claude Blaind                   |       | SFIO  | René Keignaert     |       | PCF   |
| Amiens                                      | 93 773     | Maurice Vast                    |       | SFIO  | Maurice Vast       |       | SFIO  |
| Beauval                                     | 2 195      |                                 |       |       |                    |       |       |
| Cayeux-sur-Mer                              | 3 122      |                                 |       |       |                    |       |       |
| Le Crotoy                                   | 2 894      | Jules Noiret *                  |       | AD    | Alphonse Scholkopf |       | RI    |
| Corbie                                      | 4 554      | Léon Lemaire *                  |       | PCF   | Léon Lemaire       |       | PCF   |
| Doullens                                    | 5 770      | André Deneuville                |       |       | Kléber Mopty       |       | Rad.  |
| Flixecourt                                  | 2 950      | Eugène Leclercq                 |       | Rad.  | Eugène Leclercq    |       | Rad.  |
| Friville-Escarbotin                         | 3 509      | Victor Flamant *                |       | PCF   | Victor Flamant     |       | PCF   |
| Gamaches                                    | 2 855      | Raymond Monflier                |       | AD    | Achille Baillet *  |       | Rad.  |
| Ham                                         | 3 108      | Gaston Lejeune                  |       | SFIO  | Gaston Lejeune     |       | SFIO  |
| Longueau                                    | 3 906      |                                 |       |       | Louis Prot *       |       | PCF   |
| Mers-les-Bains                              | 2 907      | Maurice Éloy                    |       | PCF   | Maurice Éloy       |       | PCF   |
| Montdidier                                  | 4 278      | André Évrard                    |       |       | Georges Marcel     |       | SFIO  |
| Moreuil                                     | 2 763      | Charles Bédier                  |       |       | Charles Bédier     |       |       |
| Nesle                                       | 2 229      | Sainte-Marie Namuroy            |       |       | Camille Gautier    |       |       |
| Péronne                                     | 4 346      | Émile Vermond                   |       | SFIO  | Émile Vermond      |       | SFIO  |
| Rosières-en-Santerre                        | 2 118      | André Masson                    |       |       | André Masson       |       |       |
| Roye                                        | 4 956      | André Coël                      |       | SFIO  | André Coël         |       | SFIO  |
| Rue                                         | 2 791      | François Bernes de Longvilliers |       |       | Ernest Dumont *    |       | RI    |
| Saint-Ouen                                  | 2 538      | Jean Martin                     |       | URR   | Jean Martin        |       | URR   |
| Saint-Valery-sur-Somme                      | 3 004      | Louis Auriol                    |       |       | René Delepierre    |       | MRP   |
| Villers-Bretonneux                          | 3 397      | Édouard Legrand                 |       |       | Bélisaire Delacour |       |       |
| * Élus en 1935 - Maires provisoires en 1944 |            |                                 |       |       |                    |       |       |

## Résultats

### Amiens
Maire provisoire : Maurice Vast (SFIO)
36 sièges à pourvoir
|                                            | Maurice Vast*   | SFIO - PCF - Rad. |  |        | 36 |  |  |  |
| Liste républicaine, laïque et antifasciste |                 |                   |  |        | 36 |  |  |  |
|                                            | Léon Debouverie | MRP               |  |        | 0  |  |  |  |
| Liste du Mouvement républicain populaire   |                 |                   |  |        | 0  |  |  |  |
|                                            |                 |                   |  |        |    |  |  |  |
| Inscrits                                   | Inscrits        | Inscrits          |  | 100,00 |    |  |  |  |
| Abstentions                                |                 |                   |  |        |    |  |  |  |
| Votants                                    |                 |                   |  |        |    |  |  |  |
| Blancs et nuls                             |                 |                   |  |        |    |  |  |  |
| Exprimés                                   |                 |                   |  |        |    |  |  |  |
| * Maire sortant                            |                 |                   |  |        |    |  |  |  |